# Jack Off Jill
Jack Off Jill var ett alternativt rockband från Fort Lauderdale, Florida som bildades 1992 av Jessica Fodera (känd som Jessicka), Tenni Ah-Cha-Cha, Robin Moulder och Michelle Inhell. Dessa fyra var grundarna men tolv olika personer var medlemmar i bandet under olika perioder, till exempel Scott Putesky, gitarrist i och en av grundarna av rockbandet Marilyn Manson. Jack Off Jill var aktiva i åtta år, men de enda medlemmarna som var med hela tiden var Jessicka Fodera och Robin Moulder. Gruppen turnerade och uppträdde med Marilyn Manson flera gånger och har ofta blivit jämförda med dem. Precis som Marilyn Manson blev de kända för sina oanständiga framträdanden. Trots detta hade gruppen egentligen fler likheter med riot grrrl-band.

## Historia
Jack Off Jill började sin karriär med att vara förband till sin gamla vän Marilyn Manson och hans band 1992. Den ilskna kvartetten blev snabbt ett av de mest spännande och kontroversiella banden under sina glansdagar. Både deras texter och uppträdanden var chockerande, till exempel kunde bandet ta upp unga män ur publiken på scenen, klä av dem och låta publiken håna dem, eller låta spott, blod och godis med rakblad i regna över publiken. 1994 fick frontkvinnan Jessicka tillbringa en natt i häktet tillsammans med Marilyn Manson i Jacksonville, Florida efter en anmälan av stadens kristna samfund.
Även om Jack Off Jills medlemmar aldrig påstått sig vara chockrockare som Marilyn Manson, fick de ofta den etiketten av andra. Egentligen hade Jack Off Jill musikaliskt mer gemensamt med riot grrl-grupper som Babes in Toyland än med Marilyn Manson, trots detta blev de konstant jämförda med den senare. Att Jessicka var vän med Mansons dåvarande flickvän Missi Romero och hade ett stadigt förhållande med Twiggy Ramirez (tidigare basist i Marilyn Manson), hjälpte knappast till för att ändra på detta. 
Jack Off Jill släppte flera egenutgivna plattor innan de fick ett skivkontrakt. Det var inte förrän de uppträdde på en välgörenhetskonsert tillsammans med Babes in Toyland och 7 Year Bitch som skivbolagen uppmärksammade dem. 1997 skrev de kontrakt med Risk Records. Tenni Ah-Cha-Cha och Michelle Inhell blev då utbytta, eftersom de inte kunde tänka sig att flytta från Florida. Bandet släppte singeln "Girl Scout"/"American Made" i mars samma år, och albumet Sexless Demons and Scars i september. 
Bandet turnerade med Lords of Acid och gjorde utsålda spelningar 1997. Sedan åkte de till Los Angeles för att göra klart remix-EP:n Covetus Creature tillsammans med Scott Putesky, Synical och den nya trummisen Claudia Rossi. Den nya lineupen gav sig ut på turné med Psychotica och Switchblade Symphony. 
I mars 1999 erbjöds Jack Off Jill att vara med på Marilyn Manson/Monster Magnet/Hole-turné, sedan Hole hoppat av. Putesky var inte längre med i bandet och nu fick istället Jessickas pojkvän Clint Walsh hoppa in som gitarrist på turnén. Med var också originalgitarristen Michelle Inhell och trummisen Norm Block.
2000 gav Jack Off Jill ut sitt andra album, Clear Hearts Grey Flowers på Risk Records, som innehöll en cover på en låt av Mark Ryden och producerades av Chris Vrenna från Nine Inch Nails, precis innan skivetiketten lades ned. Jack Off Jill spelade sin sista konsert på The Troubadour i Los Angeles samma år, och bandet splittrades. Anledningarna var bland annat dålig kritik för senaste skivan, samt problem mellan Jessicka och Moulder.

## Medlemmar

### Original-line-up
- Jessicka (Jessica Fodera) – sång (1999–2000, 2015)
- Tenni Ah-Cha-Cha (Tenni Arslynian) – trummor (1999–2000, 2015)
- Agent Moulder (Robin Moulder) – basgitarr, piano, keyboard (1999–2000)
- Michelle Inhell (Michelle Oliver) – gitarr (1999–2000, 2015)

### Övriga medlemmar
- Lauracet Simpson (Laura Simpson) – trummor (1996–1997)
- Ho Ho Spade (Jeff Tucci) – gitarr (1996–1997)
- SMP (Daisy Berkowitz / Scott Putesky) – gitarr (1997–1998)
- Claudia (Claudia Rossi) – trummor (1997–1999)
- Clint Walsh – gitarr (1999–2000)

### Turnerande medlemmar
- Norm Block – trummor (1999–2000)
- Hellen Storer (Helen Storer) – gitarr (2000)
- Chris Vrenna – trummor (2000)

## Medlemmarnas karriärer efter splittringen
- Jessicka har ett nytt band som heter Scarling.
- Tenni Ah-Cha-Chas och Michelle Inhells nya projekt heter Set to Zero.
- Moulders nya projekt heter TCR.

## Diskografi
Album
- Children 5 and Up (självutgivet)
- The Boygrinder Sessions (självutgivet)
- Cannibal Song Book (självutgivet, producerad av bandet och Marilyn Manson)
- Cockroach Waltz (självutgivet)
- Sexless Demons and Scars (Ichiban Records, 1997)
- Clear Hearts Grey Flowers (Risk Records, 2000)

EP
Covetous Creature (404 Music Group, 1998)
Singlar
- "My Cat" / "Swollen" (Rectum Records, 1993)
- "Girlscout" / "American Made" (Risk Records)